# Florin Șerban (Regisseur)

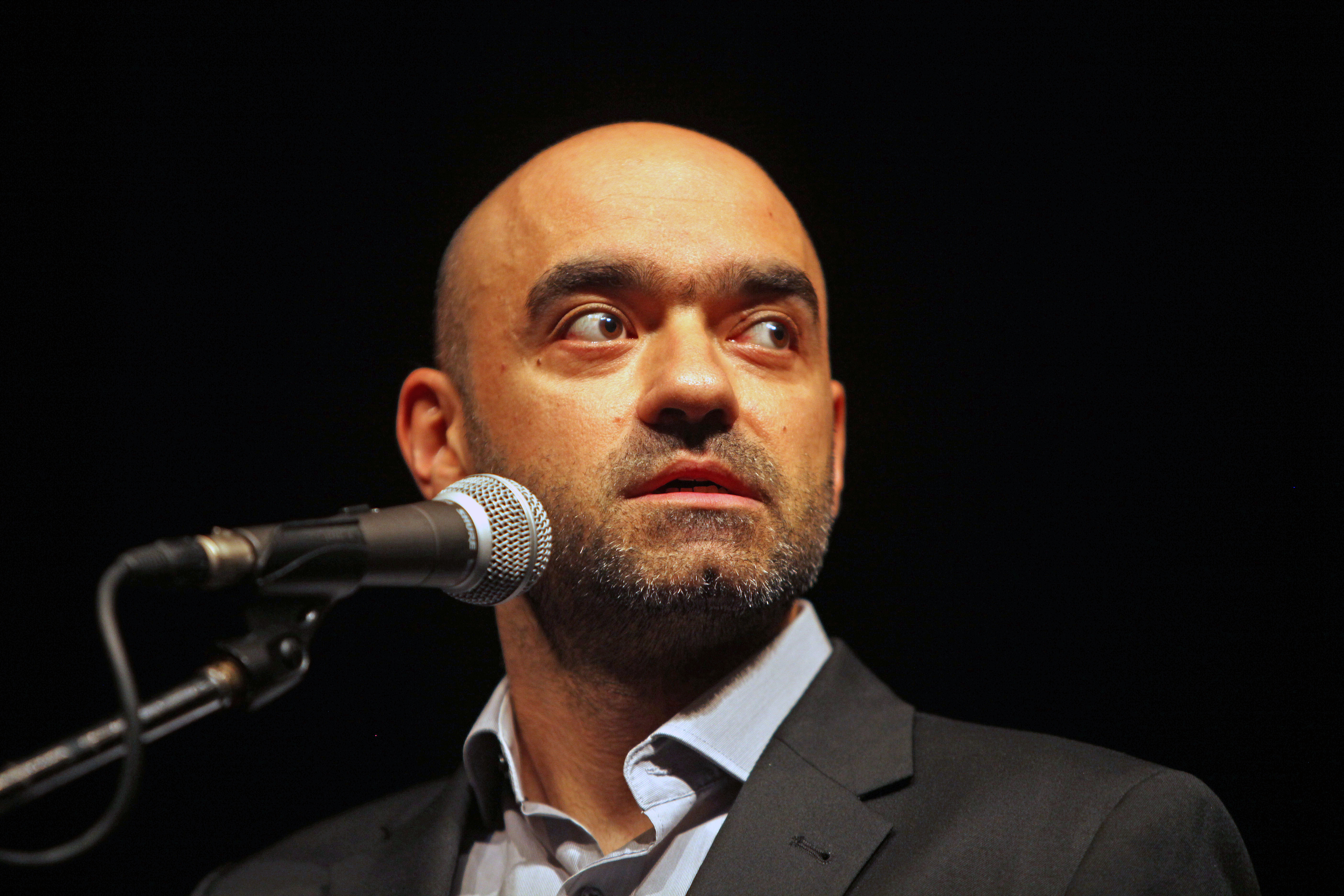
Florin Șerban beim Internationalen Filmfestival in Karlsbad im Juli 2015.

Florin Șerban (* 21. Januar 1975 in Reșița) ist ein rumänischer Filmregisseur und Drehbuchautor.

## Biografie
Florin Șerban studierte von 1992 bis 1998 Philosophie, Hermeneutik und Kulturtheorie an der Babeș-Bolyai-Universität Cluj in Siebenbürgen. Danach wechselte er von 1998 bis 2002 nach Bukarest, an die Nationale Universität für Theater- und Filmkunst „I.L. Caragiale“ (UNATC), wo er das Fach Filmregie studierte. In dieser Zeit entstand der Kurzfilm Mecano (2001), den er gemeinsam mit seinen Studienkollegen Cristian Nemescu und Daniel Șerbănică realisierte. Der sechsminütige Streifen wurde 2001 auf dem rumänischen Studentenfilmfestival CineMAiubit und ein Jahr später auf dem internationalen Kurzfilmfestival DaKINO preisgekrönt.
Im Jahr 2003 setzte er seine Studien an der New Yorker Columbia University fort. Er schloss sein Filmstudium dort im Jahr 2008 ab und widmete sich daraufhin seinem Spielfilmdebüt Eu când vreau să fluier, fluier (englischsprachiger Festivaltitel: If I Want To Whistle, I Whistle). Das Drama nach einem Bühnenstück von Andreea Vălean erzählt die Geschichte des rumänischen Jugendlichen Silviu (gespielt vom Laiendarsteller George Piștereanu), der wegen Diebstahls zu einer vierjährigen Gefängnisstrafe verurteilt wird. Wenige Tage vor seiner Freilassung erfährt er von der Rückkehr seiner Mutter, die in Italien Arbeit gefunden hat und mit seinem jüngeren Bruder dorthin zurückkehren will. Um dies zu verhindern, plant er verzweifelt seine Flucht. Während der Vorbereitungen macht er die Bekanntschaft mit der jungen Sozialarbeiterin und Psychologiestudentin Alma (Ada Condeescu), die er spontan als Geisel nimmt, um seine Flucht zu erzwingen.
Im April 2008 wurde das Filmprojekt in die Förderreihe CineLink des Sarajevo Film Festivals aufgenommen. Ein Jahr später fanden die Dreharbeiten in Rumänien statt, wobei ehemalige jugendliche Straftäter aus Craiova und Tichilești das Schauspielensemble ergänzten. Fasziniert von den zwei bis drei Tage andauernden Fluchten der Häftlinge, hatte Șerban bereits zuvor mit Hilfe der staatlichen Behörden Ivana Mladenovic' Dokumentarfilm The World in Small Squares über die Bedingungen von jugendlichen Straftätern in Rumänien mitvorbereitet. Eu când vreau să fluier, fluier wurde mit circa 238.000 Euro vom französischen Centre national de la cinématographie et de l’image animée (CNC) mitfinanziert und gewann im August 2009 den CineLink-Förderpreis von Sarajevo, woraufhin die Post-Produktion mit 80.000 Euro unterstützt wurde. Wenige Monate später erhielt Șerban für seinen Debütfilm eine Einladung in den Wettbewerb der 60. Internationalen Filmfestspiele von Berlin. Damit konkurrierte erstmals seit 1993 wieder ein rumänischer Filmregisseur um den Goldenen Bären. Șerban erhielt für Eu când vreau să fluier, fluier den Großen Preis der Jury und den Alfred-Bauer-Preis. Im selben Jahr wurde sein Film als rumänischer Kandidat für den Auslandsoscar 2011 ausgewählt.
Mit dem in New York abgedrehten Film Emigrant (2009) und dem Thriller El Rumano (2010) sind zwei weitere Filmprojekte in Vorbereitung. Neben der Arbeit als Regisseur und Drehbuchautor zeigte sich Șerban auch als Koproduzent von Antonio Mendez Esparzas preisgekröntem Kurzfilm Una y otra vez (englischsprachiger Titel: Time and Again, 2009) verantwortlich.
Sein 2015 erschienener Spielfilm Box erhielt im gleichen Jahr auf dem Internationalen Filmfestival Karlovy Vary den FIPRESCI-Preis.

## Filmografie (Auswahl)
- 2001: Mecano (Kurzfilm)
- 2002: Jumătate de oraș face dragoste cu cealaltă jumătate (Kurzfilm)
- 2010: Eu când vreau să fluier, fluier
- 2015: Box
- 2021: Neidentificat